# Goodnight Saigon
Goodnight Saigon is een nummer van de Amerikaanse zanger-muzikant Billy Joel en afkomstig van het album The Nylon Curtain uit oktober 1982. In december 1982 werd het nummer op single uitgebracht. Japan volgde in februari 1983.
Het is een (verlaat) protestlied tegen de Vietnamoorlog. Saigon was de naam van de toenmalige hoofdstad van Zuid-Vietnam. De stad heette na het vertrek van de Amerikanen Ho Chi Minhstad.

## Inhoudelijk
Na de intro waarin de UH-1 Iroquois, ook bekend onder de naam Huey, te horen is, omschrijft Joel de training voor, het verblijf in en het vertrek uit Vietnam. Van de harde training op Parris Island vertrekt de figuurlijke soldaat met goede moed naar de jungle van Vietnam, waar hij strijd voert tegen de Vietcong. De Amerikaanse soldaten hadden materieel voordeel en mankracht. De Vietcong voerde een guerrilla-oorlog en had het voordeel van de terreinkennis.
We held the day in the palm of our hands; they ruled the night; and the night seemed to last as long as six weeks
Het moreel van de troepen gaat op en neer: muziek van The Doors, een komische show van Bob Hope, onder het genot van een joint maar evenzeer angst, onzekerheid en het verlies van strijdmakkers. De steun in het thuisland is niet zo groot als verwacht. De uitkomst is grimmig:
And we would all go down together; We'd said we would all go down together; Yes, we would all go down together.

## Achtergrond
De plaat werd een hit in een aantal landen. In thuisland de Verenigde Staten bereikte de plaat de 56e positie in de Billboard Hot 100. In Ierland werd de 19e positie bereikt en in het Verenigd Koninkrijk de 29e positie in de UK Singles Chart.
In Nederland werd de plaat veel gedraaid op Hilversum 3 en werd een hit in de destijds drie landelijke hitlijsten op de nationale publieke popzender. De plaat bereikte de nummer 1-positie in zowel de Nederlandse Top 40, Nationale Hitparade als de TROS Top 50. In de Europese hitlijst op Hilversum 3, de TROS Europarade, werd de 8e positie bereikt.
In België bereikte de plaat eveneens de nummer 1-positie in zowel de voorloper van de Vlaamse Ultratop 50 als de Vlaamse Radio 2 Top 30. In Wallonië werd géén notering behaald.
De Nederlandse publieke omroep BNN gebruikte in het najaar van 1998 de melodie gecombineerd met een Nederlandstalige tekst over kinderen, oorlog en muziek als basis voor een benefietsingle voor War Child. Hier werkten verschillende Nederlandse artiesten aan mee. Deze single werd uitgebracht onder de naam 'BNN & Friends voor warchild' en droeg de titel Voorgoed.
In zijn hertaling uit 2009 voor het album An + Jan doen de Top 100 aller tijden, verplaatste Jan Rot de oorlog van Vietnam naar de Politionele acties  in Indonesië, 1949 onder de titel 'Goena Bandoeng'.

## Hitnoteringen

### Nederlandse Top 40
| Goodnight Saigon in de Nederlandse Top 40 - binnen 08-01-1983 | Goodnight Saigon in de Nederlandse Top 40 - binnen 08-01-1983 | Goodnight Saigon in de Nederlandse Top 40 - binnen 08-01-1983 | Goodnight Saigon in de Nederlandse Top 40 - binnen 08-01-1983 | Goodnight Saigon in de Nederlandse Top 40 - binnen 08-01-1983 | Goodnight Saigon in de Nederlandse Top 40 - binnen 08-01-1983 | Goodnight Saigon in de Nederlandse Top 40 - binnen 08-01-1983 | Goodnight Saigon in de Nederlandse Top 40 - binnen 08-01-1983 | Goodnight Saigon in de Nederlandse Top 40 - binnen 08-01-1983 | Goodnight Saigon in de Nederlandse Top 40 - binnen 08-01-1983 | Goodnight Saigon in de Nederlandse Top 40 - binnen 08-01-1983 | Goodnight Saigon in de Nederlandse Top 40 - binnen 08-01-1983 | Goodnight Saigon in de Nederlandse Top 40 - binnen 08-01-1983 |
| Week                                                          | 1                                                             | 2                                                             | 3                                                             | 4                                                             | 5                                                             | 6                                                             | 7                                                             | 8                                                             | 9                                                             | 10                                                            | 11                                                            |                                                               |
| ------------------------------------------------------------- | ------------------------------------------------------------- | ------------------------------------------------------------- | ------------------------------------------------------------- | ------------------------------------------------------------- | ------------------------------------------------------------- | ------------------------------------------------------------- | ------------------------------------------------------------- | ------------------------------------------------------------- | ------------------------------------------------------------- | ------------------------------------------------------------- | ------------------------------------------------------------- | ------------------------------------------------------------- |
| Nummer                                                        | 32                                                            | 14                                                            | 2                                                             | 1                                                             | 1                                                             | 1                                                             | 2                                                             | 6                                                             | 18                                                            | 30                                                            | 37                                                            | uit                                                           |

### Nationale Hitparade
| Goodnight Saigon in de Nationale Hitparade - binnen: 09-01-1983 | Goodnight Saigon in de Nationale Hitparade - binnen: 09-01-1983 | Goodnight Saigon in de Nationale Hitparade - binnen: 09-01-1983 | Goodnight Saigon in de Nationale Hitparade - binnen: 09-01-1983 | Goodnight Saigon in de Nationale Hitparade - binnen: 09-01-1983 | Goodnight Saigon in de Nationale Hitparade - binnen: 09-01-1983 | Goodnight Saigon in de Nationale Hitparade - binnen: 09-01-1983 | Goodnight Saigon in de Nationale Hitparade - binnen: 09-01-1983 | Goodnight Saigon in de Nationale Hitparade - binnen: 09-01-1983 | Goodnight Saigon in de Nationale Hitparade - binnen: 09-01-1983 | Goodnight Saigon in de Nationale Hitparade - binnen: 09-01-1983 | Goodnight Saigon in de Nationale Hitparade - binnen: 09-01-1983 | Goodnight Saigon in de Nationale Hitparade - binnen: 09-01-1983 | Goodnight Saigon in de Nationale Hitparade - binnen: 09-01-1983 |
| Week                                                            | 1                                                               | 2                                                               | 3                                                               | 4                                                               | 5                                                               | 6                                                               | 7                                                               | 8                                                               | 9                                                               | 10                                                              | 11                                                              | 12                                                              |                                                                 |
| --------------------------------------------------------------- | --------------------------------------------------------------- | --------------------------------------------------------------- | --------------------------------------------------------------- | --------------------------------------------------------------- | --------------------------------------------------------------- | --------------------------------------------------------------- | --------------------------------------------------------------- | --------------------------------------------------------------- | --------------------------------------------------------------- | --------------------------------------------------------------- | --------------------------------------------------------------- | --------------------------------------------------------------- | --------------------------------------------------------------- |
| Nummer                                                          | 22                                                              | 3                                                               | 1                                                               | 1                                                               | 1                                                               | 1                                                               | 2                                                               | 4                                                               | 6                                                               | 17                                                              | 25                                                              | 41                                                              | uit                                                             |

### TROS Top 50
Hitnotering: 06-01-1983 t/m 17-03-1983. Hoogste notering: #1 (3 weken).

### TROS Europarade
Hitnotering: 06-02-1983 t/m 13-03-1983. Hoogste notering: #8 (1 week).

### NPO Radio 2 Top 2000
| Nummer met noteringen in de NPO Radio 2 Top 2000 | '99 | '00 | '01 | '02 | '03 | '04 | '05 | '06 | '07 | '08 | '09 | '10 | '11 | '12 | '13 | '14 | '15 | '16 | '17 | '18 | '19 | '20 | '21 | '22 | '23 | '24 |
| ------------------------------------------------ | --- | --- | --- | --- | --- | --- | --- | --- | --- | --- | --- | --- | --- | --- | --- | --- | --- | --- | --- | --- | --- | --- | --- | --- | --- | --- |
| Goodnight Saigon                                 | 14  | 11  | 8   | 18  | 25  | 22  | 34  | 51  | 38  | 32  | 53  | 38  | 62  | 80  | 90  | 83  | 79  | 77  | 81  | 93  | 101 | 117 | 110 | 133 | 157 | 173 |

1. ↑  Een vetgedrukt getal geeft de hoogste notering aan.

### Evergreen Top 1000
| Evergreen Top 1000 "Goodnight Saigon - Billy Joel" | Evergreen Top 1000 "Goodnight Saigon - Billy Joel" | Evergreen Top 1000 "Goodnight Saigon - Billy Joel" | Evergreen Top 1000 "Goodnight Saigon - Billy Joel" | Evergreen Top 1000 "Goodnight Saigon - Billy Joel" | Evergreen Top 1000 "Goodnight Saigon - Billy Joel" | Evergreen Top 1000 "Goodnight Saigon - Billy Joel" | Evergreen Top 1000 "Goodnight Saigon - Billy Joel" | Evergreen Top 1000 "Goodnight Saigon - Billy Joel" | Evergreen Top 1000 "Goodnight Saigon - Billy Joel" | Evergreen Top 1000 "Goodnight Saigon - Billy Joel" | Evergreen Top 1000 "Goodnight Saigon - Billy Joel" | Evergreen Top 1000 "Goodnight Saigon - Billy Joel" | Evergreen Top 1000 "Goodnight Saigon - Billy Joel" | Evergreen Top 1000 "Goodnight Saigon - Billy Joel" | Evergreen Top 1000 "Goodnight Saigon - Billy Joel" | Evergreen Top 1000 "Goodnight Saigon - Billy Joel" |
| Jaar                                               | 2008                                               | 2009                                               | 2010                                               | 2011                                               | 2012                                               | 2013                                               | 2014                                               | 2015                                               | 2016                                               | 2017                                               | 2018                                               | 2019                                               | 2020                                               | 2021                                               | 2022                                               | 2023                                               |
| -------------------------------------------------- | -------------------------------------------------- | -------------------------------------------------- | -------------------------------------------------- | -------------------------------------------------- | -------------------------------------------------- | -------------------------------------------------- | -------------------------------------------------- | -------------------------------------------------- | -------------------------------------------------- | -------------------------------------------------- | -------------------------------------------------- | -------------------------------------------------- | -------------------------------------------------- | -------------------------------------------------- | -------------------------------------------------- | -------------------------------------------------- |
| Positie                                            | -                                                  | -                                                  | -                                                  | -                                                  | -                                                  | -                                                  | -                                                  | -                                                  | 350                                                | 257                                                | 254                                                | 268                                                | 368                                                | 330                                                | 309                                                | 312                                                |